# Datsun DB
La Datsun DB è un'autovettura di piccole dimensioni costruita dalla casa automobilistica giapponese Datsun dal 1948 al 1954 in cinque generazioni, che sostituì la Nissan 70. Dal 1949 fu commercializzata con il nome Datsun deLuxe. Nel 1955 fu sostituita dalla Nissan A50. Il motore era montato anteriormente, mentre la trazione era posteriore.

## La prima serie (DB): 1948-1949
La Datsun DB apparve nel 1948 con una linea moderna e aerodinamica. Ciò che risaltava particolarmente era la calandra divisa in due parti. Il progetto proveniva solo in parte dalla Datsun, perché la DB era fondamentalmente una copia della Crosley CC del 1947. Le uniche differenze evidenti tra i due modelli erano la forma della calandra, del cofano e la lunghezza del parabrezza. Quest'ultimo era più corto sulla Datsun DB perché era necessario un vano motore più grande per ospitare il motore Datsun Type 7. Inoltre, il parabrezza era rettangolare con angoli retti. Sulla Crosley CC gli angoli del finestrino erano invece arrotondati.
L'offerta delle carrozzerie limitata alla sola berlina. Il motore era un quattro cilindri in linea con rapporto di compressione di 6,2 e con cilindrata di 722 cm³. La potenza era di 15 CV, mentre il cambio era manuale a tre rapporti.

## La seconda serie (DB-2): 1949-1951
La seconda serie del modello, chiamata DB-2, fu messa in vendita nel 1949 ed era tecnicamente invariata rispetto alla prima generazione, ma la linea della vettura fu completamente rinnovata. Dal 1949, e fino alla fine della produzione nel 1954, tutte le generazioni successive della DB furono commercializzate con il nome di Datsun deLuxe. La DB-2, a differenza della prima serie del modello, aveva un sottile arco al centro del cofano e un frontale completamente piatto. La calandra era ora in un unico pezzo con sei sottili barre orizzontali, e si estendeva per quasi l'intera larghezza dell'auto. Nel 1950 la calandra fu modificata, ed ora aveva cinque barre orizzontali invece di sei; le barre superiore, centrale e inferiore erano significativamente più larghe di prima. Sopra la calandra era presente un supporto per la targa.
L'offerta delle carrozzerie fu ampliata, e oltre alla berlina era offerta anche la familiare. Come i cosiddetti "Woody Wagon" statunitensi contemporanei, la versione familiare aveva pannelli laterali in legno. Ad oggi, questo è stato l'unico modello "Woody" del gruppo Nissan. Il motore era un quattro cilindri in linea con rapporto di compressione di 6,2 e con cilindrata di 722 cm³. La potenza era di 15 CV, mentre il cambio era manuale a tre rapporti.

## La terza serie (DB-4): 1951-1953
La quarta serie del modello, chiamata DB-4, sostituì il suo predecessore DB-2 nel 1951. L'offerta delle carrozzerie fu cambiata, con la berlina e la familiare che erano ora offerte con quattro porte anziché due, a cui si aggiunse la versione furgonetta tre porte che era basata sulla versione familiare. La parte anteriore del modello rimase invariata ad eccezione della calandra.
La parte dal parabrezza verso il retrotreno venne completamente ridisegnata. Il lunotto posteriore fu leggermente ristretto; sui successivi modelli DB-5 e DB-6 fu invece reso più ampio ed esteso intorno ai montanti posteriori. In luogo delle barre orizzontali cromate delle generazione precedente, la calandra era ora costituita da una rete di acciaio stampata dello stesso colore della carrozzeria. Sopra la calandra era presente un'ampia striscia cromata oltre che una striscia verniciata di rosso, con nel mezzo il logo Datsun, che era caratterizzato da una grande lettera "D" di forma rotonda posta al centro. 
Il motore era un quattro cilindri in linea con rapporto di compressione di 6,2 e con cilindrata di 722 cm³. La potenza fu aumentata a 16 CV, mentre il cambio era manuale a tre rapporti.

## La quarta serie (DB-5): 1953-1954
Nel 1953 la serie DB-5 sostituì la precedente generazione DB-4. La carrozzeria e la linea della vettura rimasero le medesime. La parte sopra la calandra fu modificata. La DB-4 aveva uno stemma rotondo con una grande lettera "D" tra i due fanali anteriori. Sulla DB-5, invece, questa parte era costituita da due prese d'aria quadrate, con il sopracitato stemma al centro, attraversate da due strisce cromate orizzontali. Alla fine del 1953, il lunotto posteriore venne notevolmente ingrandito e gli indicatori di direzione anteriori furono spostati dai parafanghi ai montanti anteriori accanto alla presa dell'aria posizionata davanti al parabrezza.
L'offerta delle carrozzerie fu limitata alla sola berlina quattro porte. La novità più importante, tuttavia, fu il motore. La DB-5 ebbe in dotazione il primo motore Datsun completamente riprogettato dal secondo dopoguerra. Tuttavia, questo propulsore era essenzialmente una versione ampliata del motore che sostituiva. In particolare, era un motore a quattro cilindri in linea con rapporto di compressione di 6,5 e con cilindrata di 860 cm³. La potenza erogata era di 25 CV, mentre il cambio era manuale a tre rapporti. La velocità massima aumentò a 78 km/h.

## La quinta serie (DB-6): 1954
Nel 1954 fu introdotta la quinta e ultima generazione del modello, la DB-6, che fu in produzione da luglio 1954 a dicembre dello stesso anno. Nel 1955 il modello fu definitivamente sostituite dalla Nissan A50. L'offerta delle carrozzerie rimase limitata alla sola berlina quattro porte. 
L'unica differenza rispetto alla serie precedente risiedeva nel cambio, che passò da manuale a tre rapporti a manuale a quattro marce. Il motore era un quattro cilindri in linea con rapporto di compressione aumentato a 6,6 e con cilindrata di 860 cm³. La potenza era di 25 CV.